# Арцава
Арцава — древнее царство, существовавшее в западной и юго-западной Анатолии (совр. Турция) во II тыс. до нашей эры (конец XV — начало XII в. до н. э.).

## Этническая и языковая принадлежность
Языковая принадлежность жителей Арцавы достоверно не установлена в связи с отсутствием письменных памятников. Хотя можно предположить, что в составе населения были представлены лувийцы и греки, однако, по-видимому, они не представляли собой большинство. И. М. Дьяконов пишет о «протолувийском субстрате», который идентифицируется по личным именам, имея в виду под этим термином доиндоевропейское население, которое позднее было ассимилировано лувийцами. По-видимому, в сферу влияния Арцавы входила Троя.

## Правители Арцавы
- Купанта-Курунтас (Кубанта-Курунда) (ок. 1420)
- Мадуваттас (Маддуватта) из Ципаслы (завоевал Арцаву, ок. 1400)
- Тархунта-Ратус (Тархундараду) (ок. 1370)
- Анцапаххатус (Анзапаххаду) (ок. 1350)
- Ухха-Цитис (Уххациди) (с ок. 1316)
- Пияма-Курунтас (Пийама-Курунда) (ок. 1300)
- Табалацунавлис (Табалазунавли) (ок. 1300)

Хеттское завоевание (после 1300)